# Крамаренко, Борис Алексеевич
Бори́с Алексе́евич Крамаре́нко (1906, станица Челбасская, Ейский отдел, Кубанская область — 25 февраля 1944, село Уржино, Крымская АССР) — советский писатель, участник Гражданской и Великой Отечественной войн.

## Биография
По происхождению — кубанский казак. В 1920 году в возрасте 14 лет добровольцем вступил в один из полков Первой Конной армии, передислоцировавшейся с Кубани на Польский фронт. Вскоре стал умелым кавалеристом-разведчиком, участвовал в боях с поляками и бандами Махно.
В 1923 году вернулся на Кубань, был зачислен в боевой отряд казаков-чоновцев, которые вели борьбу с остатками разгромленных Красной Армией врангелевцев, скрывавшихся в бриньковских, челбасских и ачуевских плавнях и на островах Бейсугского лимана. В одном из боёв был ранен, лечился в Краснодаре. После выздоровления был назначен командиром отряда по борьбе с бандитизмом в предгорьях Северного Кавказа.
С 1928 года учился в Ростовском строительном техникуме, затем окончил Азово-Черноморский строительный институт. Участвовал в строительстве Шапсугского водохранилища и в других стройках. В 1930-е годы стал писать.
С началом Великой Отечественной войны добровольно вступил в Красную Армию. Воевал на Юго-Западном фронте. Дважды выходил из окружения. Стал командиром, а потом и заместителем начальника политотдела конного корпуса, действующего на Крымском и Южном фронтах. В феврале 1944 года принимал участие в боях нашего десанта под Керчью, выполнял особые задания командования. В звании майора погиб под Севастополем при выполнении боевого задания при освобождении Крыма.

## Творчество
Создал два романа о кубанском казачестве: «Пути-дороги» (1938, охватывает период 1914—1919 годов) и «Плавни» (1940, о борьбе со знаменитым Кубанским десантом Улагая и бандитизмом в 1920 году), а также ряд рассказов и очерков.
Найденные после гибели Б. А. Крамаренко его фронтовые записки были впоследствии утеряны. Роман «Плавни» дважды переиздавался в послевоенные годы.

## Награды
- Орден Ленина
- Орден Красной Звезды
- две медали «За боевые заслуги»
- медали.